# 刘毅 (1960年)
刘毅（1960年11月—2018年12月31日），男，朝鲜族，中华人民共和国企业家。澳门国际公开大学工商管理硕士，清华大学高级管理人员工商管理硕士。曾任首旅集团副董事长、总经理、党委副书记，首旅酒店董事长，王府井集团董事长。

## 生平
刘毅1978年9月参加工作。1983年7月加入中国共产党。早年在北京市旅游局任职，曾担任西苑饭店基建办公室干部，西苑饭店团委干部，西苑饭店东客房部副经理，北京市旅游局团委副书记、书记，北京市旅游局综合管理一处副处长、行业管理处处长，北京市旅游局党组副书记、纪检组长。1998年，北京旅游集团（首旅集团前身）成立，刘毅出任董事、党委副书记。1999年，首旅股份（后更名为首旅酒店）成立，刘毅出任首旅股份董事长、总经理、党委书记，任职至2004年。任职期间，他主持公司完成股份制改革、A股上市。后来，他还主持了首旅酒店与如家酒店集团重组的工作。2001年至2004年，他担任了首旅集团董事、副总裁、党委常委。2004年至2008年，刘毅是首旅集团董事、常务副总裁、党委常委。2008年至2010年，他的身份是首旅集团董事、总裁、党委副书记。2010年4月，刘毅被任命为首旅集团副董事长、总经理、党委副书记。2016年4月，刘毅开始兼任王府井集团董事长，任职期间领导完成了王府井集团与首旅集团的重组工作。2017年1月，刘毅接替张润钢出任首旅酒店董事长。据报道，截至2018年底，刘毅在首旅集团系统6家公司担任法定代表人，在22家公司担任高管。
2018年12月18日晚间，刘毅突发心肌梗死，后来送入ICU抢救。12月31日17时，刘毅病逝。2019年1月1日，A股上市公司首旅酒店、王府井发布公告，通报了董事长刘毅离世的消息。首旅集团将网站设为黑白两色，以示哀悼。

## 社会兼职
曾任第十四届北京市人大代表、北京市对外友好协会副会长、京城企业协会副会长。